# Stausee Sidi Mohammed Ben Abdallah
Der Stausee Sidi Mohammed Ben Abdallah ist eine Talsperre am Bou-Regreg-Fluss in der Präfektur Skhirate-Témara in der Region Rabat-Salé-Kénitra im Nordwesten Marokkos. Sie ist eine der größten Talsperren des Landes, denn auch der Oued Grou und der Oued Korifla münden in sie ein. Benannt ist sie nach dem von ca. 1757–1790 über Marokko regierenden Alaouiten-Sultan Sidi Mohammed Ben Abdallah.

## Lage und Klima
Der Stausee Sidi Mohammed Ben Abdallah befindet sich ca. 20 km (Fahrtstrecke) südöstlich der Stadt Rabat bzw. ca. 25 km südöstlich von Salé in einer Höhe von ca. 60 m. Wie bereits in den Jahren 2006–2008 fiel das Niveau der Talsperre in den Jahren 2018–2020 wegen der spärlichen oder teilweise ganz ausfallenden Regenfälle auf etwa 50 % des Normalwertes.

## Nutzung
Der Stausee Sidi Mohammed Ben Abdallah dient in der Hauptsache der Trinkwasserversorgung von gut 10 Millionen Menschen im Großraum Rabat-Salé-Casablanca. In jüngster Zeit wurden allerdings Probleme mit einer zunehmenden Versalzung des Wassers bekannt, die durch eine am 28. August 2023 in Betrieb genommene etwa 67 km lange und jährlich ca. 350 bis 400 Millionen Kubikmeter liefernde Rohrleitung zum Oued Sebou unterbunden werden soll.

## Erweiterung
Gemäß Planungen aus dem ersten Jahrzehnt des 21. Jahrhunderts soll die Staumauer erhöht werden, so dass – bei normalen Niederschlagsmengen – ein Fassungsvermögen von ca. 1 Mrd. Kubikmetern erreicht werden könnte. Dieses Projekt scheint jedoch angesichts fehlender Regenmengen erst einmal auf Eis gelegt worden zu sein.